# Bardelgraben
Der Bardelgraben ist ein Bach, der das Recker Moor im Grenzbereich der Gemeinden Mettingen und Recke entwässern sollte. Sein Lauf beginnt nördlich des Mittellandkanales in der Gemeinde Westerkappeln. Im Oberlauf des Gewässers, vor allem im Bereich des Moores, ist auch der Name Moorkanal geläufig. Mit dem Wechsel von der Gemeinde Hopsten zur Stadt Freren wechselt auch das Bundesland Nordrhein-Westfalen nach Niedersachsen. Hier mündet er nach kurzer Wegstrecke bei Suttrup in die Große Aa.
Angelegt wurde der Bardelgraben, um 1870 das Recker Moor zu entwässern und landwirtschaftlich zu nutzen. Er entwässert vor allem Bereiche von Westerkappeln, Mettingen, Recke, Hopsten sowie Freren.
In der Gemeinde Hopsten bildet der Bardelgraben die Grenze zwischen den Ortsteilen Hopsten und Halverde, im weiteren Verlauf zwischen Hopsten und Schale.
Im Zuge des Moorrenaturierung in Recke wurde der Bardelgraben im Bereich des Moores um 300 Meter nach Süden verlegt, um die Wiedervernässung des Moores nicht zu stören. Hier hatte er vor allem durch Wasserentzug zur Verbirkung des Moores beigetragen.

## Galerie

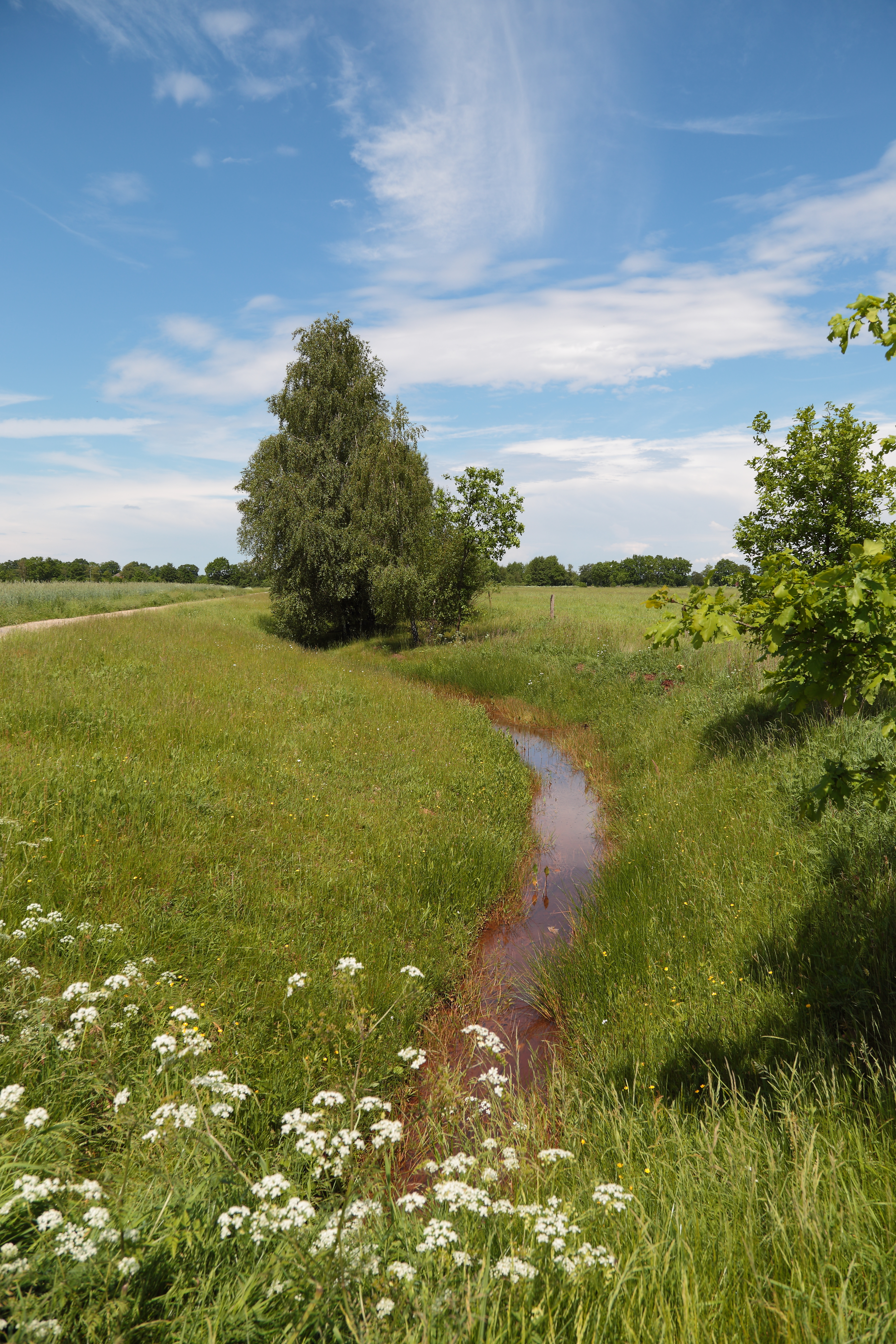
Bardelgraben an der Südgrenze des Naturschutzgebiets Recker Moor
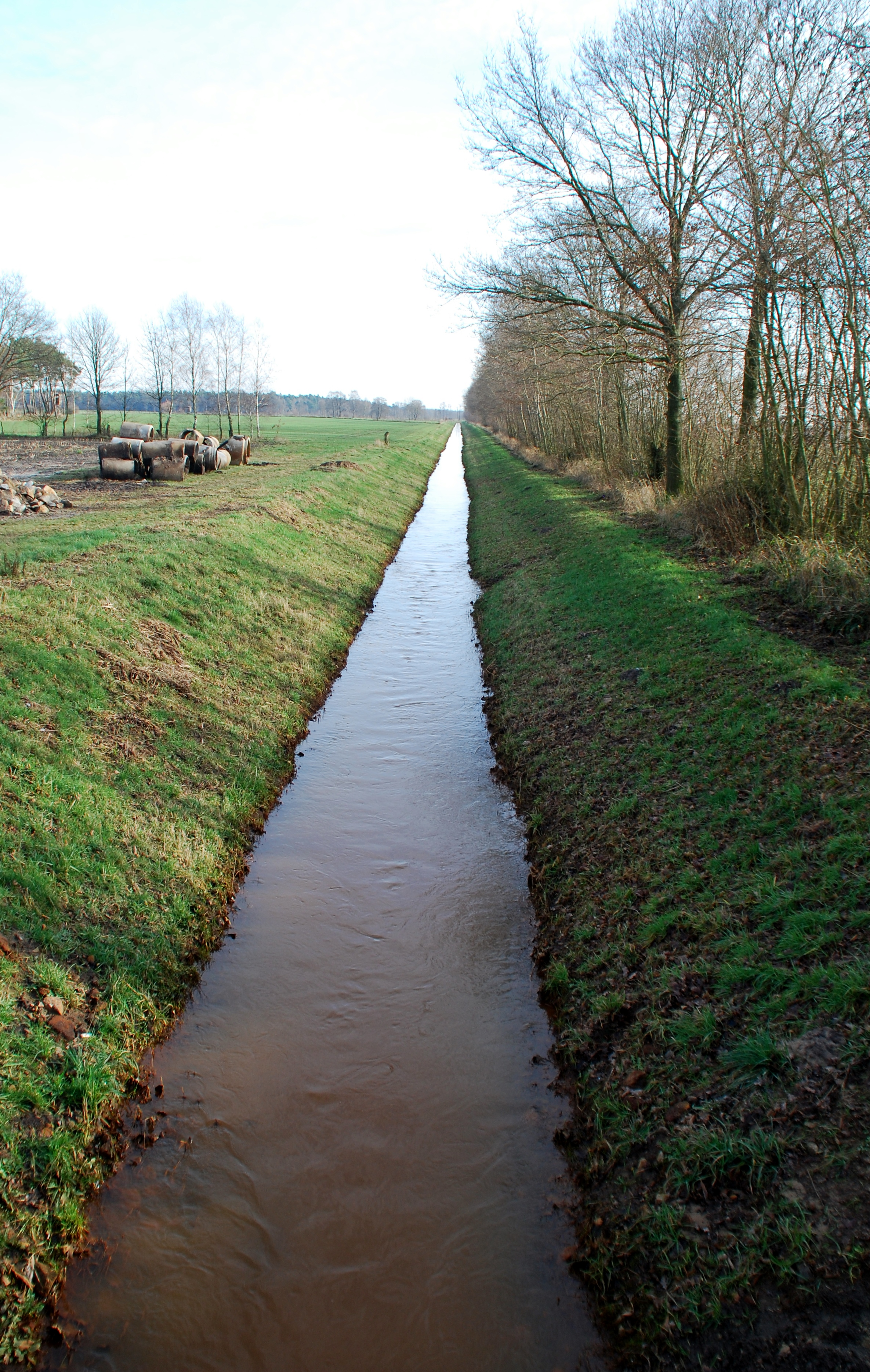
Bardelgraben – Grenze zwischen Hopsten und Schale
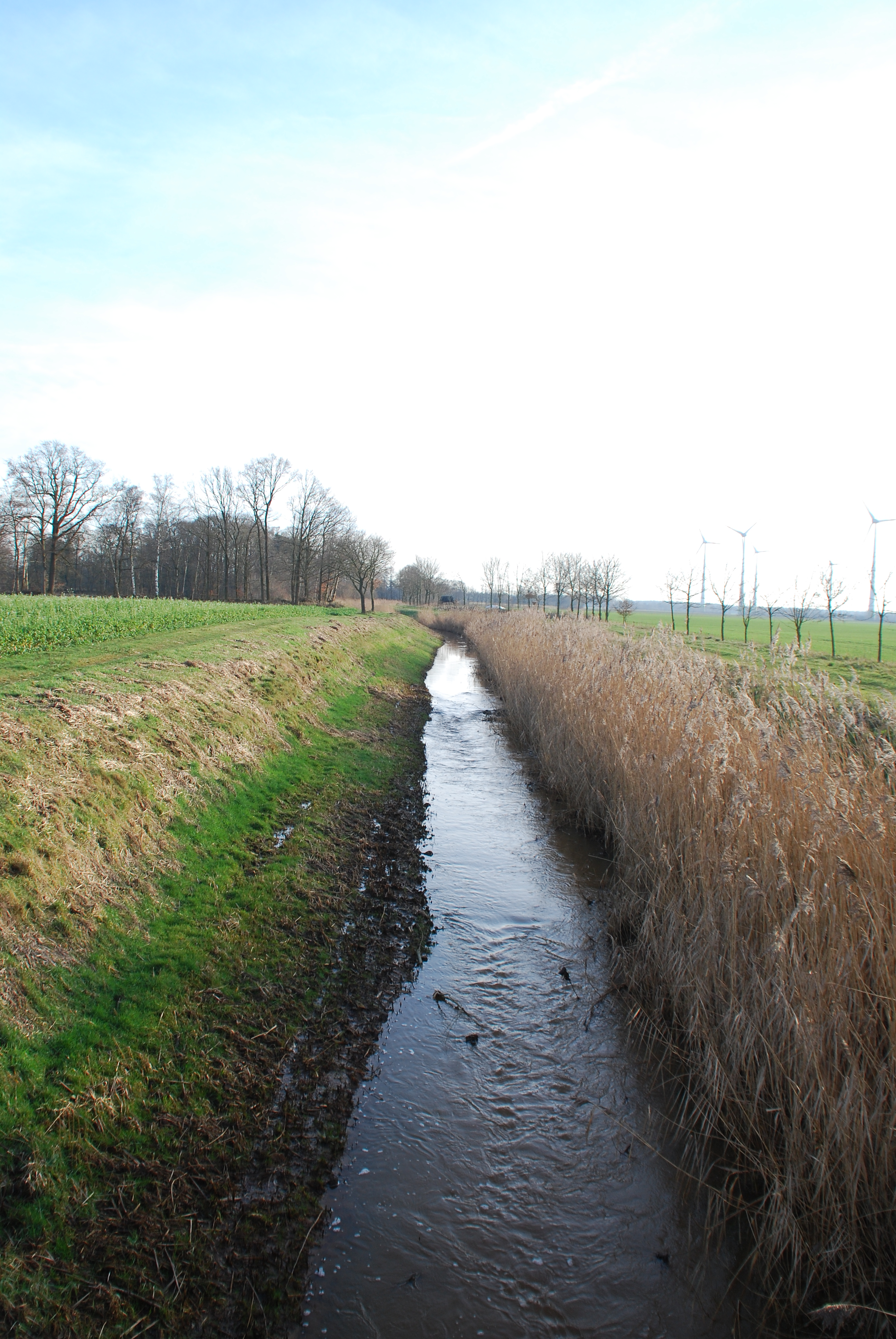
Bardelgraben südlich von Freren
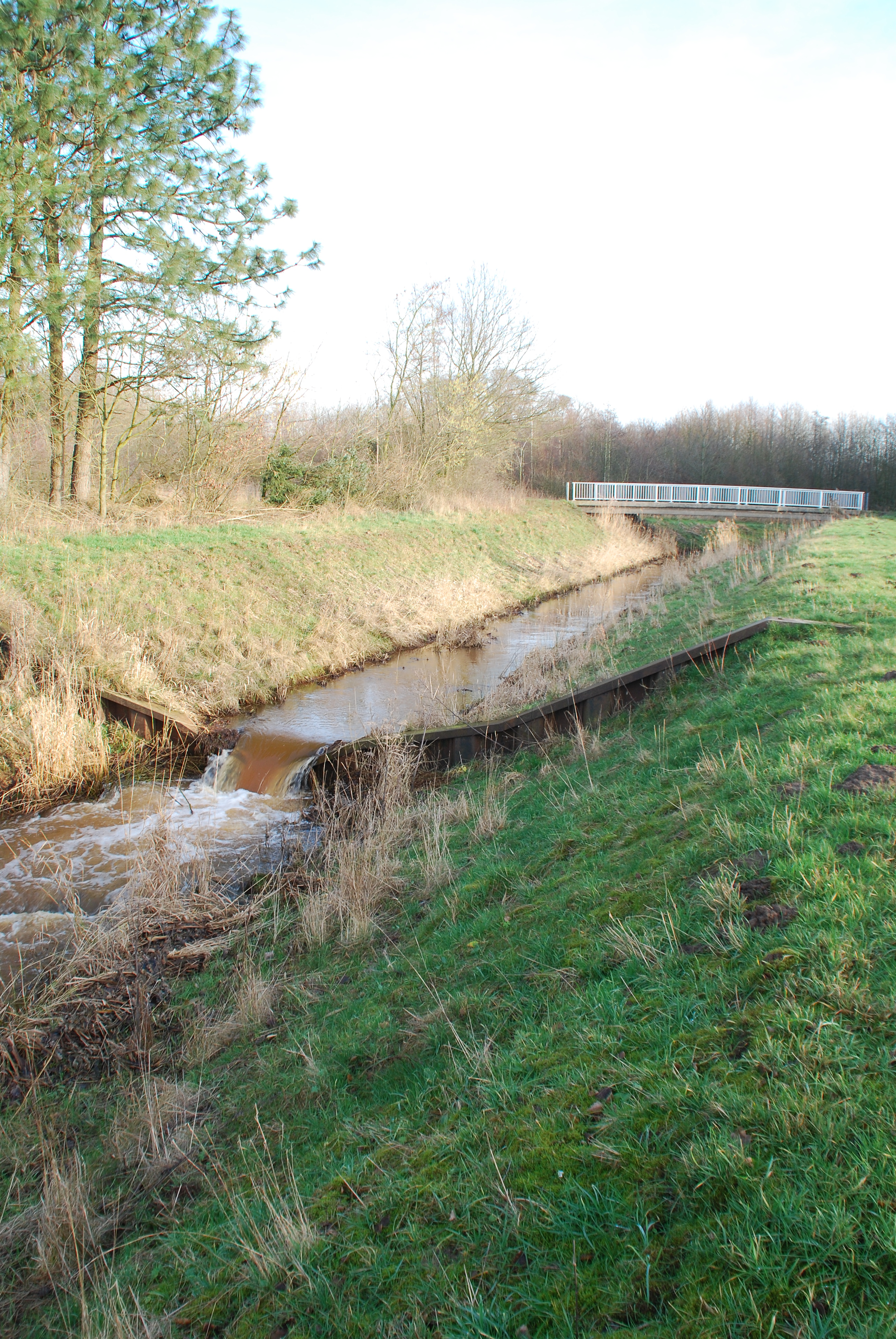
Staustufe an der Mündung des Bardelgrabens
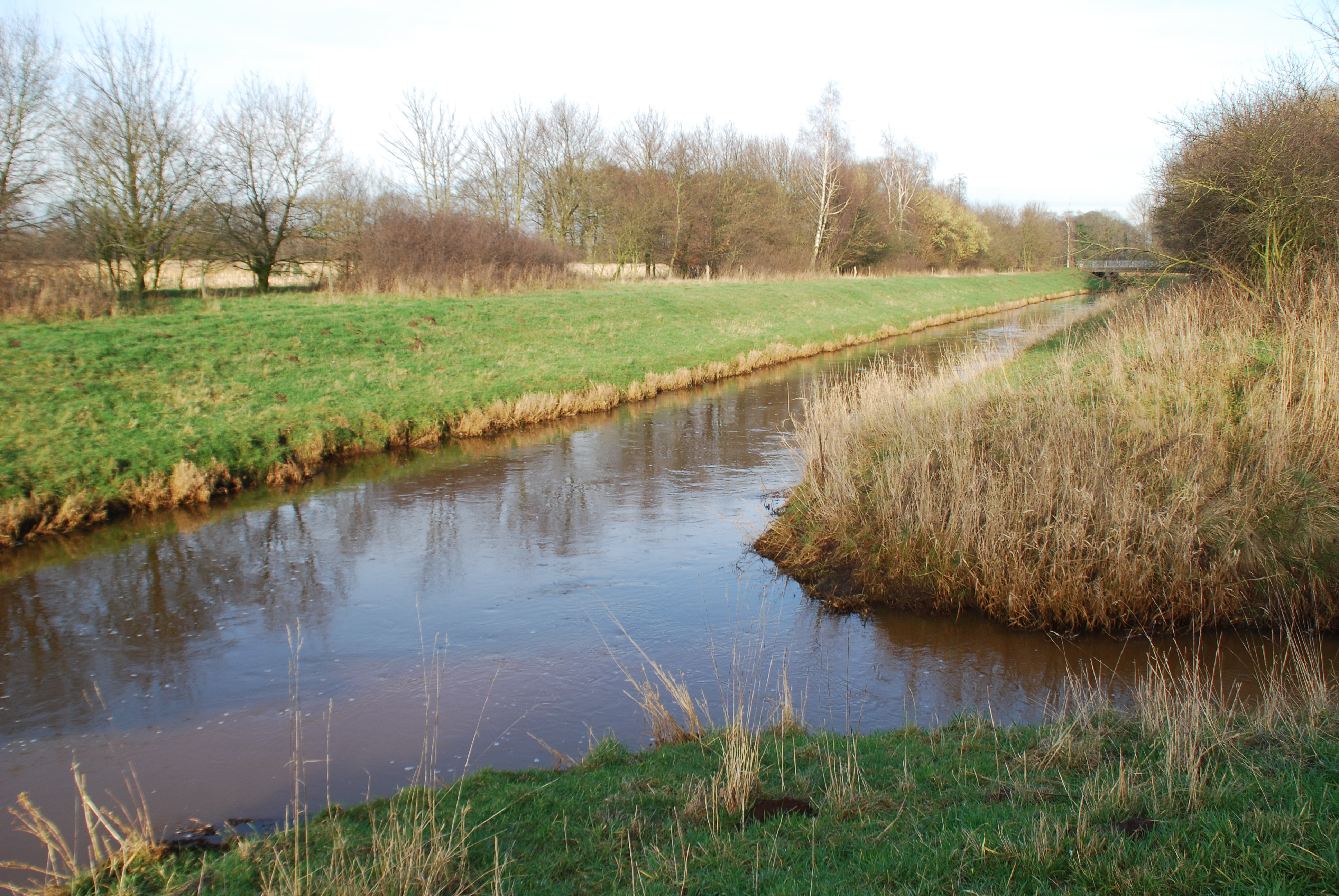
Mündung in die Große Aa